# اندیس جنوب شرق زبگ
جنوب شرق زبگ یک اندیس فلزی است که در حوالی شهر مشکان استان خراسان قرار دارد و مادهٔ معدنی موجود در آن، مس است.سنگ میزبان این اندیس تراکی آندزیت است  در این اندیس، پاراژنز‌های کوارتز ، آپاتیت، سیلیکات مس یافت می‌شوند.